# Peacock Records
Peacock Records est une label discographique indépendant américain de blues, anciennement basé à Houston, au Texas, actif entre 1949 et 1973. 

## Histoire
Peacock Records est fondé à Houston, au Texas, en 1949 par Don Robey, et produit des disques de blues, de rhythm and blues, de gospel et de musique soul. En 1952, Robey s'associe avec le label de Memphis, Duke Records dont il prend le contrôle en 1953. Le groupe Peacock Records a eu des filiales: Back Beat Records, Song Bird Records et Sure-Shot Records.
Hound Dog de Big Mama Thornton devient un succès pour Peacock en 1953. D'autres artistes importants du rhythm and blues sur Peacock étaient Marie Adams, James Booker, Clarence « Gatemouth » Brown, Little Richard, Memphis Slim, et l'ancien chanteur de gospel Jackie Verdell. Le label s'est également essayé au jazz, publiant des albums de la chanteuse Betty Carter et du saxophoniste Sonny Criss. En 1952, Robey prend le contrôle du label Duke Records de Memphis, dans le Tennessee. Duke/Peacock Records voit le jour.
Pendant un certain temps, au début des années 1960, Peacock n'a publié que de la musique gospel, des singles et des albums de certains des artistes gospel les plus célèbres d'Amérique, dont The Dixie Hummingbirds, The Mighty Clouds of Joy, Five Blind Boys of Mississippi, Reverend Cleophus Robinson, The Sensational Nightingales, The Gospelaires of Dayton, Ohio, The Pilgrim Jubilee Singers, The Loving Sisters et le groupe de gospel/jazz Together (1975), qui comprenait le saxophoniste Felix « Top Cat » Dixon de Kansas City, au Kansas.
En 1973, Robey vend l'ensemble du groupe à ABC Dunhill.

## Artistes
Les principaux artistes du label sont:
- Big Mama Thornton
- Clarence Gatemouth Brown
- Dixie Hummingbirds (gospel)
- Sensational Nightingales (gospel)
- Johnny Otis Orchestra
- Jay McShann
- Marie Adams
- Memphis Slim
- The Original Five Blind Boys (gospel)
- Al « TNT» Braggs
- Billy Wright